# 拉瑟拉德 (热尔省)
拉瑟拉德（法語：Lasserade）是法国热尔省的一个市镇，属于米朗德区（Mirande）普莱桑克县（Plaisance）。该市镇总面积12.76平方公里，2009年时的人口为199人。

## 人口
拉瑟拉德人口变化图示